# Рафаела
„Рафаела“ (на испански: Rafaela) е мексиканска теленовела от 2011 г., режисирана от Виктор Мануел Фульо, Хавиер Ромеро и Клаудио Рейес Рубио и продуцирана от Натали Лартио за Телевиса. Адаптация е на едноименната теленовела от 1977 г., създадена от Делия Фиайо.
Главните положителни персонажи са поверени на Скарлет Ортис и Хорхе Поса, а отрицателните на Диана Брачо и Шантал Андере. Специално участие вземат първите актьори Рохелио Гера и Патрисия Рейес Спиндола.

## Сюжет
Рафаела Мартинес е млада и красива лекарка, която ще специализира в болницата, ръководена от доктор Рафаел Антунес, който всъщност е неин баща, но я е изоставил, докато Рафаела е дете. Рафаела е огорчена от бедността и е решена да успее в живота. Тя живее с майка си Каридад и петимата си братя и сестри, които са от различни бащи. В болницата, по време на специализацията си, Рафаела се запознава с красивия доктор и женкар Хосе Мария. Сблъсъкът на личности е неизбежен, а съперничеството им се превръща в привличане и прераства в нещо повече.

## Актьори
Част от актьорския състав:
- Скарлет Ортис – Рафаела Мартинес / Рафаела Де ла Вега Мартинес
- Хорхе Поса – Хосе Мария Баес
- Диана Брачо – Морелия Ечаверия де ла Вега
- Шантал Андере – Мирея Вивал де Баес
- Рохелио Гера – Рафаел Де ла Вега
- Патрисия Рейес Спиндола – Каридад Мартинес
- Арлет Теран – Илеана Контрерас
- Марикрус Нахера – Констанса
- Тиаре Сканда – Росалба Мартинес
- Хуан Анхел Еспарса – Карлос Луис
- Рубен Самора – Анхел Грахалес
- Артуро Кармона – злодеят Виктор Акуня
- Хорхе Алберто Боланьос – Порфирио
- Мануел „Ел Локо“ Валдес – Браулио

## Премиера
Премиерата на Рафаела е на 31 януари 2011 г. по Canal de las Estrellas. Последният 120. епизод е излъчен на 15 юли 2011 г.

## Адаптации
- Rafaela, венецуелска теленовела създадена за Venevisión през 1977 г. Оригинал от Делия Фиайо, с участието на Чело Родригес и Арналдо Андре.
- Alejandra, венецуелска теленовела създадена за RCTV през 1994 г. С участието на Мария Кончита Алонсо и Хорхе Шуберт.

## В България
В България сериалът се излъчва по Диема Фемили през 2012 г. (премиерно) и 2013 г. (второ излъчване). Ролите се озвучават от артистите Яница Митева, Даниела Йорданова, Петя Миладинова, Георги Георгиев-Гого, Васил Бинев и Димитър Иванчев. Преводач е Моника Константинова, тонрежисьор е Венцислав Станков, режисьор на дублажа е Димитър Кръстев.